# Vitro
Vitro est une entreprise mexicaine spécialisée dans la production de verre.

## Histoire
En 1989, Vitro acquiert Anchor Glass Container, une entreprise américaine, pour 820 millions de dollars.
En 2013, Vitro restructure sa dette. 
En 2015, Vitro vend ses activités de bouteilles en verre à Owens-Illinois pour plus de 2 milliards de dollars.
En 2016, PPG Industries vend ses activités dans le verre plat à Vitro pour 750 millions de dollars.